# Cylindroiulus ellingseni
Cylindroiulus ellingseni är en mångfotingart som först beskrevs av Karl Wilhelm Verhoeff 1912.  Cylindroiulus ellingseni ingår i släktet Cylindroiulus och familjen kejsardubbelfotingar. Inga underarter finns listade i Catalogue of Life.